# Stefan Velkov
Stefan Ivov Velkov (Bulgaars: Стефан Ивов Велков) (Sofia, 12 december 1996) is een Bulgaars voetballer die doorgaans speelt als centrale verdediger. In juli 2022 verruilde hij MSV Duisburg voor Vejle BK. Velkov maakte in 2020 zijn debuut in het Deens voetbalelftal.

## Clubcarrière
Velkov speelde in de jeugdopleiding van Slavia Sofia en in 2013 werd de toen pas zestienjarige verdediger doorgelaten tot het eerste elftal van de club, die acteert op het hoogste niveau. Op 27 juli van dat jaar debuteerde Velkov voor het team, toen hij tijdens een 0-0 gelijkspel tegen Tsjerno More Varna in de tweede helft in mocht vallen. Na in het seizoen 2014/15 niet in actie te zijn gekomen, kwam hij de jaargangen daarop weer vaker in actie.
In augustus 2018 verkaste Velkov naar FC Den Bosch, waar hij zijn handtekening zette onder een verbintenis voor de duur van één seizoen, met een optie op twee seizoenen extra. Na afloop van het seizoen 2018/19 werd deze optie gelicht, waardoor Velkov tot medio 2021 vast kwam te liggen. In de winterstop van het seizoen 2019/20 nam RKC Waalwijk de Bulgaar op huurbasis over, met een optie tot koop.
Medio 2020 ging Velkov naar KFC Uerdingen in de 3. Liga. In januari 2021 ging hij naar MSV Duisburg. In de zomer van 2022 verkaste de Bulgaar naar Denemarken, waar hij voor twee seizoenen bij Vejle BK tekende. Zijn aflopende verbintenis werd in juni 2024 opengebroken en met een seizoen verlengd.

## Clubstatistieken
| Seizoen | Club           | Competitie     | Competitie | Competitie | Beker | Beker | Internationaal | Internationaal | Nacompetitie | Nacompetitie | Totaal | Totaal |
| Seizoen | Club           | Competitie     | Wed.       | Dlp.       | Wed.  | Dlp.  | Wed.           | Dlp.           | Wed.         | Dlp.         | Wed.   | Dlp.   |
| ------- | -------------- | -------------- | ---------- | ---------- | ----- | ----- | -------------- | -------------- | ------------ | ------------ | ------ | ------ |
| 2013/14 | Slavia Sofia   | Parva Liga     | 21         | 0          | 2     | 1     | —              | —              | —            | —            | 23     | 1      |
| 2014/15 | Slavia Sofia   | Parva Liga     | 0          | 0          | 0     | 0     | —              | —              | —            | —            | 0      | 0      |
| 2015/16 | Slavia Sofia   | Parva Liga     | 24         | 0          | 1     | 0     | —              | —              | —            | —            | 25     | 0      |
| 2016/17 | Slavia Sofia   | Parva Liga     | 19         | 1          | 3     | 0     | 2              | 0              | —            | —            | 24     | 1      |
| 2017/18 | Slavia Sofia   | Parva Liga     | 22         | 1          | 2     | 0     | —              | —              | —            | —            | 24     | 1      |
| 2018/19 | FC Den Bosch   | Eerste divisie | 20         | 2          | 1     | 1     | —              | —              | 2            | 0            | 23     | 3      |
| 2019/20 | FC Den Bosch   | Eerste divisie | 21         | 2          | 1     | 0     | —              | —              | 0            | 0            | 22     | 2      |
| 2019/20 | → RKC Waalwijk | Eredivisie     | 3          | 0          | 0     | 0     | —              | —              | 0            | 0            | 3      | 0      |
| 2020/21 | KFC Uerdingen  | 3. Liga        | 5          | 0          | 0     | 0     | —              | —              | —            | —            | 5      | 0      |
| 2020/21 | MSV Duisburg   | 3. Liga        | 3          | 0          | 0     | 0     | —              | —              | —            | —            | 3      | 0      |
| 2021/22 | MSV Duisburg   | 3. Liga        | 16         | 0          | 0     | 0     | —              | —              | —            | —            | 16     | 0      |
| 2022/23 | Vejle BK       | 1. division    | 27         | 1          | 5     | 1     | —              | —              | —            | —            | 32     | 2      |
| 2023/24 | Vejle BK       | Superligaen    | 26         | 0          | 1     | 0     | —              | —              | —            | —            | 27     | 0      |
| 2024/25 | Vejle BK       | Superligaen    | 23         | 3          | 1     | 0     | —              | —              | —            | —            | 24     | 3      |
| Totaal  | Totaal         | Totaal         | 230        | 10         | 17    | 3     | 2              | 0              | 2            | 0            | 251    | 13     |

Bijgewerkt op 5 juni 2025.

## Interlandcarrière
Velkov maakte op 26 februari 2020 zijn debuut in het Bulgaars voetbalelftal tijdens een vriendschappelijke wedstrijd tegen Wit-Rusland. Door een doelpunt van Dmitri Podstrelov ging het duel met 0–1 verloren. Velkov mocht van bondscoach Georgi Dermendzjijev in de basisopstelling beginnen en hij werd dertien minuten voor het einde van de reguliere speeltijd naar de kant gehaald ten faveure van Valentin Anton. De andere Bulgaarse debutanten dit duel waren Ivan Toeritsov (CSKA Sofia), Svetoslav Kovatsjev (Arda Kardzjali) en Dimitar Iliev (Lokomotiv Sofia).
| Interlands van Stefan Velkov voor Bulgarije | Interlands van Stefan Velkov voor Bulgarije | Interlands van Stefan Velkov voor Bulgarije | Interlands van Stefan Velkov voor Bulgarije | Interlands van Stefan Velkov voor Bulgarije | Interlands van Stefan Velkov voor Bulgarije |
| №                                           | Datum                                       | Wedstrijd                                   | Uitslag                                     | Competitie                                  | Goals                                       |
| Als speler bij RKC Waalwijk                 | Als speler bij RKC Waalwijk                 | Als speler bij RKC Waalwijk                 | Als speler bij RKC Waalwijk                 | Als speler bij RKC Waalwijk                 | Als speler bij RKC Waalwijk                 |
| ------------------------------------------- | ------------------------------------------- | ------------------------------------------- | ------------------------------------------- | ------------------------------------------- | ------------------------------------------- |
| 1                                           | 26 februari 2020                            | Bulgarije – Wit-Rusland                     | 0 – 1                                       | Vriendschappelijk                           |                                             |

Bijgewerkt op 5 juni 2025.

## Erelijst
| Competitie    |              |              |              |              |
| Competitie    | Aantal       | Jaren        |              |              |
| Slavia Sofia  | Slavia Sofia | Slavia Sofia | Slavia Sofia | Slavia Sofia |
| ------------- | ------------ | ------------ | ------------ | ------------ |
| Kupa Bulgaria | 1            | 2017/18      |              |              |
| Vejle BK      |              |              |              |              |
| 1. division   | 1            | 2022/23      |              |              |